# Črnoglavi strnad
Črnoglavi strnad (znanstveno ime Emberiza melanocephala) ptič pevec iz družine strnadov (Emberizidae). 

## Opis
Odrasle ptice merijo v dolžino med 15,5 cm in 17,5 cm. Samec ima značilno črno obarvano perje na glavi, rumeno oprsje in trebuh, samice pa so obarvane olivno in imajo sivo glavo, sivo oprsje in rumen trebuh. Običajno gnezdijo na razgibanih gričevnatih obdelovalnih površinah s stepsko vegetacijo z grmovjem in posameznimi drevesi. V Sloveniji se največkrat pojavi v poletnem času, na območju slovenske Istre in Krasa. Najbližje gnezdišče je dolina reke Mirne, ki se izliva v Tarski zaliv na Hrvaškem.